# Col du Petit-Saint-Bernard
Col du Petit-Saint-Bernard (2.188 m.o.h.) er et bjergpas i Frankrig. På den franske side ligger bjergpasset i departementet Savoie og krydses af landevejen D1090. Det forbinder Tarentaise-dalen med Italien.
På den italienske side krydses bjergpasset af landevejen SS26. Det forbinder Aosta-dalen i Italien med Frankrig. Den italienske benævnelse er Colle del Piccolo San Bernardo. Den engelske er Little St. Bernard Pass. Den danske benævnelse er Lille Sankt Bernhard.
Den franske skiportsby La Rosiére ligger i 1.850 meters højde på landevejen D1090 på vej mod passet. På den italienske side ligger skisportsbyen La Thuile. La Thuile ligger i 1.441 m.o.h. og er en del af skiområdet Espace San Bernardo.
Der findes et andet pas mellem Aosta-dalen og Schweiz, der benævnes Col du Grand-Saint-Bernard. Den danske benævnelse er Store Sankt Bernhard. Passene er opkaldt efter Bernhard fra Menton, bjergbestigernes skytshelgen.

## Galleri
- Petit Bernard-passet med Mont Blanc massivet i baggrunden
- Første skilt med stigningens data set fra Tarentaise-dalen
- Det historiske hospice tæt ved passets højeste punkt
- Afkørsel til La Rosiére før passet
- 1 km fra toppen på den franske side (24. maj 2017)

Navnemæssigt må man ikke forveksle med San Bernardinopasset beliggende i den fjerne østlige del af de vestlige alper. Tillige findes der Berninapasset længere mod øst.